# Municipio de Middlefield (Iowa)
El municipio de Middlefield (en inglés: Middlefield Township) es un municipio ubicado en el condado de Buchanan en el estado estadounidense de Iowa. En el año 2010 tenía una población de 264 habitantes y una densidad poblacional de 2,91 personas por km².

## Geografía
El municipio de Middlefield se encuentra ubicado en las coordenadas 42°25′36″N 91°39′21″O / 42.42667, -91.65583. Según la Oficina del Censo de los Estados Unidos, el municipio tiene una superficie total de 90.61 km², de la cual 90,61 km² corresponden a tierra firme y (0 %) 0 km² es agua.

## Demografía
Según el censo de 2010, había 264 personas residiendo en el municipio de Middlefield. La densidad de población era de 2,91 hab./km². De los 264 habitantes, el municipio de Middlefield estaba compuesto por el 98,11 % blancos, el 0,76 % eran amerindios y el 1,14 % eran de una mezcla de razas. Del total de la población el 0,76 % eran hispanos o latinos de cualquier raza.